# Małgorzata Okońska-Zaremba
Małgorzata Agnieszka Okońska-Zaremba (ur. 23 maja 1966 w Wieliczce) – polska polityk, przedsiębiorca i prawniczka, posłanka na Sejm III kadencji, była wiceminister gospodarki.

## Życiorys
Ukończyła studia na Wydziale Prawa i Administracji Uniwersytetu Warszawskiego (w 1994 z zakresu administracji, w 2002 z zakresu prawa). Odbyła studia podyplomowe z bankowości w Szkole Przedsiębiorczości i Zarządzania Akademii Ekonomicznej w Krakowie oraz z zarządzania na Uniwersytecie Gdańskim. W latach 1996–1998 kierowała Krajową Radą Koordynacyjną ZSMP. Pracowała m.in. w Wojskowych Zakładach Uzbrojenia w Krakowie, w latach 1991–1992 pełniła funkcję dyrektora Wojewódzkiego Uniwersytetu Robotniczego w Nowym Sączu.
Z ramienia Sojuszu Lewicy Demokratycznej w latach 1997–2001 sprawowała mandat posłanki na Sejm III kadencji z okręgu Nowy Sącz (wybranego z listy ogólnopolskiej). W Sejmie pracowała m.in. w Komisji Prawa Europejskiego, Komisji Nadzwyczajnej do spraw zmian w kodyfikacjach, Komisji Edukacji, Nauki i Młodzieży, Komisji Sprawiedliwości i Praw Człowieka oraz Komisji do Spraw Kontroli Państwowej. W wyborach parlamentarnych w 2001 bez powodzenia ubiegała się o reelekcję.
Od 2001 do 2004 pełniła funkcję podsekretarza stanu w Ministerstwie Gospodarki.
Była członkinią rady Narodowego Funduszu Zdrowia, Rady Służby Cywilnej, rad nadzorczych Stoczni Szczecińskiej „Nowa” i PKN Orlen. Przewodniczyła radzie nadzorczej Polskiej Agencji Rozwoju Przedsiębiorczości oraz radzie Polskiej Organizacji Turystycznej. W 2004 została doradczynią zarządu Polskiej Konfederacji Pracodawców Prywatnych Lewiatan, później stanęła na czele BDKM Grupy Doradczej oraz przedsiębiorstwa Lub Platform.